# نقوش خنس
نقوش خنس أو خانوسا هو موقع أثري آشوري، يُعرف أيضًا باسم بافيان نسبة الى القرية بافيان المجاورة له، يقع في محافظة نينوى في العراق، ويتميز الموقع بالنقوش الصخرية التي بناها الملك سنحاريب حوالي عام 690 قبل الميلاد.

## التاريخ
تعتبر منحوتات خنس متحفاً اثارياً طبيعياً وهو من المشاريع النحتية المهمة التي قام بها الآشوريين، بدأ الملك سنحاريب (705-681 قبل الميلاد) العمل فيها لارواء الاراضي الزراعية في نينوى وذلك بنقل المياه من منطقة خنس الى الاراضي في نينوى وذلك بإقامة قناة كبيرة على نهر الكومل ومنها يتم نقل المياه بواسطة قناة جديدة تم حفرها بطول يبلغ 80 كم، والنقش يسجل إنشاء نظام هيدروليكي بناه سنحاريب. لذلك كان لبناء النصب غرض دعائي للملك الآشوري.

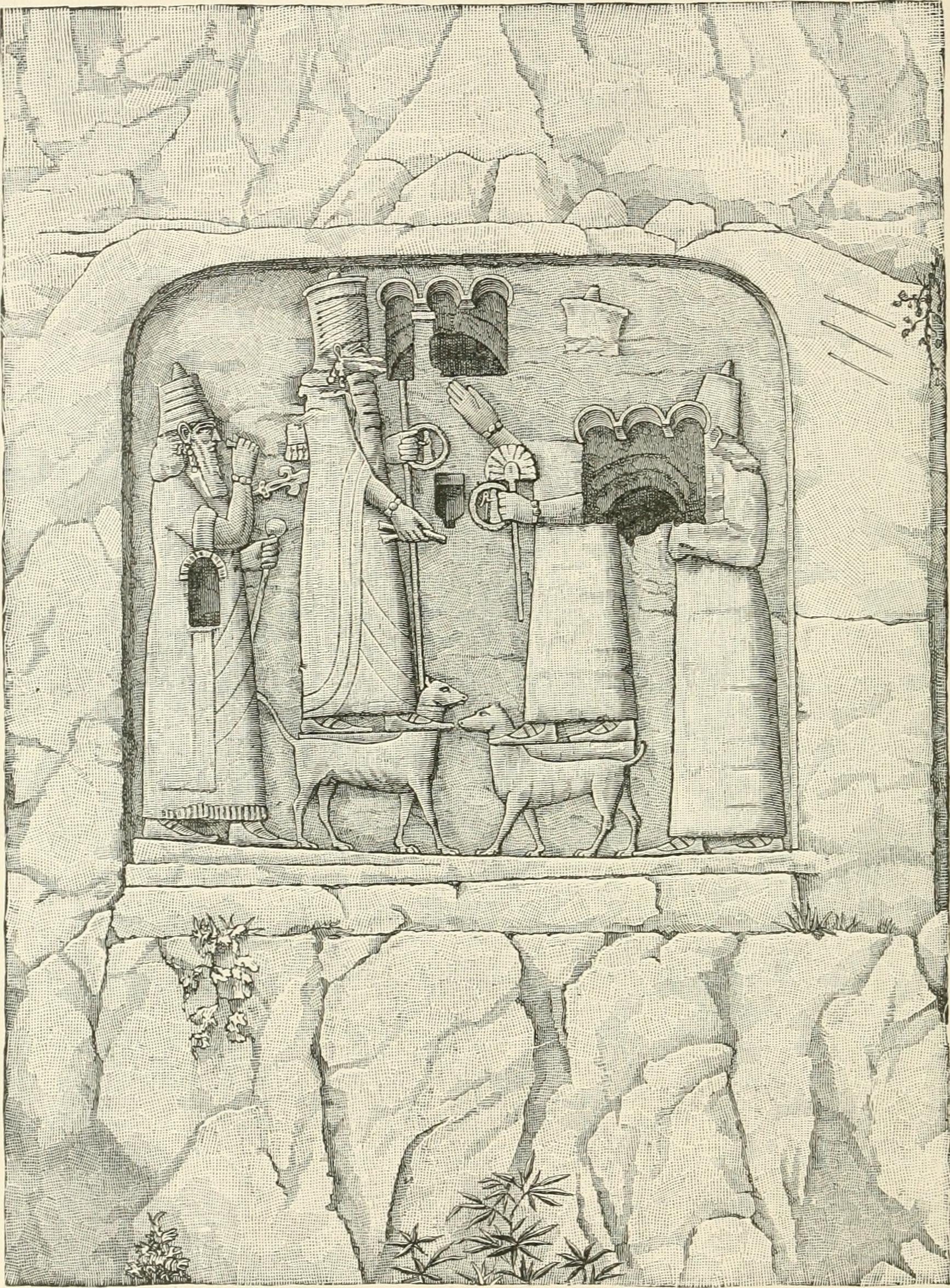
نقوش البافيان (بعد لايارد) كما وردت في كتاب جي إتش رايت عام 1905 للتاريخ العالمي.

كان أوستن هنري لايارد أول عالم غربي يصف الموقع في عام 1853، حيث ذكر أن القنصل الفرنسي في الموصل سيمون رويه اكتشف موقع خنس. وأشار موقع محافظة دهوك إلى أن النقوش الصخرية والمقابر في خنس هي "أرقى المنحوتات الصخرية القديمة في منطقة بهدينانيون".
يشير لانجندورفر (2012)، إلى أنه في نقوش الموقع، "يؤكد سنحاريب قدرته التقنية البارعة على التلاعب بالمياه لصالح الدولة الآشورية، إما من خلال الري الإبداعي في قلب الآشوريين والعاصمة الجديدة، أو من خلال الفيضانات المدمرة وتسوية بابل".